# كاراكورين
كاراجاورين هي قرية تقع في منطقة بوكاك في مقاطعة بوردور في جنوب غرب تركيا.  يبلغ عدد سكانها 134 شخص حسب الإحصاءات الرسمية لعام (2021).